# Robert de Castella

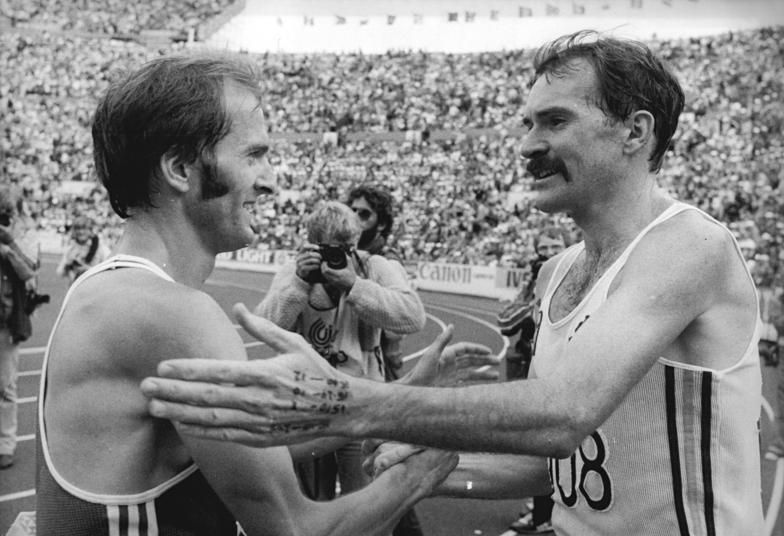
Weltmeister Robert de Castella (r.) und der Drittplatzierte Waldemar Cierpinski in Helsinki 1983.

Robert de Castella AO MBE (Robert Francois „Rob“ de Castella; * 22. Februar 1957 in Melbourne, Australien) ist ein ehemaliger australischer Langstreckenläufer. Er ist der erfolgreichste Marathonläufer in der Geschichte seines Landes. 

## Karriere
1981 stellte de Castella beim Fukuoka-Marathon mit 2:08:18 h einen Weltrekord auf. 1983 gewann er den Rotterdam-Marathon, und im gleichen Jahr wurde er Marathon-Weltmeister bei den Leichtathletik-Weltmeisterschaften 1983 in Helsinki. Der letzte große Sieg war 1986 beim Boston-Marathon in seiner persönlichen Bestzeit von 2:07:51 h. 1993 beendete er seine Karriere.